# Madlen Radukanova
Madlen Radukanova (em búlgaro:  Мадлен Миленова Радуканова; Sófia, 14 de maio de 2000) é uma ginasta búlgara, campeã olímpica.

## Carreira
Radukanova conquistou a medalha de ouro nos Jogos Olímpicos de Verão de 2020 em Tóquio na prova feminina por equipes da ginástica rítmica, ao lado de Simona Dyankova, Stefani Kiryakova, Laura Traets e Erika Zafirova, com um total de 92.100 pontos na sua performance.